# 原山 (さいたま市)
原山（はらやま）は、埼玉県さいたま市緑区の町丁。現行行政地名は原山一丁目から原山四丁目。住居表示実施地区。郵便番号は336-0931。

## 地理
さいたま市緑区西部の大宮台地（浦和大宮支台）上に位置する。北で道祖土、東で中尾、南で南区大谷口、南東で緑区と南区に跨る太田窪、西で浦和区本太・駒場、北西で浦和区瀬ヶ崎と隣接する。最寄り駅はJR浦和駅であるが、やや離れている。主に住宅地となっている。東端を埼玉県道1号さいたま川口線の支線、西部（大半が端）を埼玉県道35号川口上尾線（産業道路）が通り、北部を南側から順に国道463号の現道（越谷街道）、越谷浦和バイパスおよび道場三室線（重複）が東西に貫いている。
縄文中期の縄文遺跡である東原遺跡が地区内に所在する。

### 地価
住宅地の地価は、2022年（令和4年）1月1日の公示地価によると、原山2-12-4の地点で24万7000円/m2となっている。

## 歴史
- 江戸時代は武蔵国足立郡木崎領に属する原山村だったものが幕末に誤記から原山新田となった[5]。村高は正保年間の『武蔵田園簿』では7石余（畑のみ）、『元禄郷帳』では12石余、『天保郷帳』では22石余で、また旧高旧領取調帳によると原山新田として22石余であった[5]。助郷は中山道浦和宿に出役していた[5]。村の規模は東西6町余、南北5町余で、化政期の世帯数は10軒余であった[5][7]。太田窪村と大谷口村の間に飛地を領していた[5]。

- 発足時は幕府領、以降変遷無し[5]。なお、検地は1690年（元禄3年）、1731年（享保16年）に実施[7]。
- 幕末幕末より原山新田に改称される[5]。
- 幕末時点では足立郡原山新田であった。明治初年の『旧高旧領取調帳』の記載によると、代官大竹左馬太郎支配所が管轄する幕府領とであった[8]。
- 1868年（慶応4年）6月19日：幕府領が武蔵知県事・山田政則（忍藩士）の管轄となる。
- 1869年（明治2年） 
  - 1月13日：武蔵知県事・宮原忠英の管轄区域に大宮県を設置、同県の管轄となる。県庁は東京府馬喰町に置かれる。
  - 9月29日：県庁が浦和に置かれ浦和県に改称。
- 1871年（明治4年）11月13日：第1次府県統合により埼玉県の管轄となる。
- 1879年（明治12年）3月17日：郡区町村編制法により成立した北足立郡に属す。郡役所は浦和宿に設置。
- 1889年（明治22年）4月1日：町村制施行に伴い、大谷場村、太田窪村、大谷口村、広ヶ谷戸村、円正寺村、原山新田が合併し、谷田村が成立[9]。谷田村の大字原山新田となる。
- 1932年（昭和7年）4月1日：谷田村が同郡木崎村と共に浦和町へ編入され[10][9]、浦和町の大字となる。
- 1934年（昭和9年）2月11日：浦和町が市制を施行し、浦和市となり[10][9]、浦和市の大字となる。
- 1945年（昭和20年） - 浦和原山郵便局が開局する[5]。
- 1967年（昭和42年）9月1日：住居表示実施に伴い、大字原山新田の全域と大字太田窪および大字大谷口の各一部から原山一丁目 - 四丁目が成立[11][12]（大字太田窪・大谷口・原山新田の一部から一丁目、大字太田窪・原山新田の一部から二・三丁目、大字大谷口（字は坊ノ在家）・原山新田の一部から四丁目）。
- 2001年（平成13年）5月1日：浦和市・大宮市・与野市が合併し、さいたま市が発足。同市の町丁となる。
- 2003年（平成15年）4月1日：さいたま市が政令指定都市に移行し、同市緑区の町丁となる。

## 世帯数と人口
2017年（平成29年）9月1日時点の世帯数と人口は、以下のとおりである。
| 丁目       | 世帯数    | 人口     |
| ---------- | --------- | -------- |
| 原山一丁目 | 1,424世帯 | 3,454人  |
| 原山二丁目 | 1,641世帯 | 3,448人  |
| 原山三丁目 | 829世帯   | 1,711人  |
| 原山四丁目 | 1,594世帯 | 4,049人  |
| 計         | 5,488世帯 | 12,662人 |

## 小・中学校の学区
市立小・中学校に通う場合、学区（校区）は以下のとおりとなる。
| 丁目       | 区域 | 小学校                   | 中学校                 |
| ---------- | ---- | ------------------------ | ---------------------- |
| 原山一丁目 | 全域 | さいたま市立原山小学校   | さいたま市立原山中学校 |
| 原山二丁目 | 全域 | さいたま市立道祖土小学校 | さいたま市立原山中学校 |
| 原山三丁目 | 全域 | さいたま市立道祖土小学校 | さいたま市立原山中学校 |
| 原山四丁目 | 全域 | さいたま市立原山小学校   | さいたま市立原山中学校 |

## 交通

### 鉄道
地内に鉄道路線は通っていない。最寄り駅は地点によって異なり、東日本旅客鉄道（JR東日本）各線の浦和駅、京浜東北線の北浦和駅、武蔵野線の東浦和駅のいずれかである。

### 道路
- 国道463号現道（越谷街道）
- 国道463号越谷浦和バイパス・道場三室線（重複）
- 埼玉県道1号さいたま川口線支線
- 埼玉県道35号川口上尾線（産業道路）

### バス
国際興業バス
- 原山停留所
- 北原山停留所
- 原山3丁目停留所
- 駒場運動公園入口停留所
- 浦和パークハイツ停留所
- 道祖土入口停留所
- 原山小学校停留所
- 太田窪停留所（東浦和駅方面行）
- 太田窪3丁目停留所（同上）
- 坊の在家停留所（同上）
- 大谷口県営住宅停留所（同上）

## 施設
原山一丁目
- さいたま市立原山小学校
- さいたま市立原山保育園
- 原山変電所
- 原山稲荷神社
- 原山南公園
- 玉蔵院墓地
- 原山会館

原山二丁目
- 原山市民プール
- 原山市民の窓口
- 原山公民館
- 青木信用金庫浦和支店
- 埼玉職業能力開発促進センター

原山三丁目
- 私立原山幼稚園
- 社会福祉法人埼玉県共済会尚和園
- 博仁会 共済病院

原山四丁目
- 県営浦和原山団地